# Військово-морські сили Перу
Військово-морські сили Перу (ісп. Marina de Guerra del Perú) — один з видів збройних сил Республіки Перу. В основному включають в себе військово-морський флот, морську піхоту, морську авіацію, частини та підрозділи спеціального призначення.

## Структура

### Командування надводних сил
| Тип                                          | Номер вимпелу | Найменування                           | У складі флоту        | Стан     | Примітки                                 |
| Крейсери                                     | Крейсери      | Крейсери                               | Крейсери              | Крейсери | Крейсери                                 |
| -------------------------------------------- | ------------- | -------------------------------------- | --------------------- | -------- | ---------------------------------------- |
| легкий крейсер типу «Де Зейве Провінціє»     | CLM-81        | BAP «Альміранте Грау» «Almirante Grau» | з 7 березня 1973 року | в строю  | колишній Hr.Ms. «Де Рюйтер» (C801)       |
| Фрегати                                      |               |                                        |                       |          |                                          |
| фрегат типу «Люпо»                           | FM-52         | BAP «Війавісенсіо» «Villavisencio»     | з 25 червня 1979 року | в строю  |                                          |
| фрегат типу «Люпо»                           | FM-53         | BAP «Монтеро» «Montero»                | з 29 липня 1984 року  | в строю  |                                          |
| фрегат типу «Люпо»                           | FM-54         | BAP «Марьятегі» «Mariategui»           | [ 5 ]                 | в строю  |                                          |
| фрегат типу «Люпо»                           | FM-55         | BAP «Агірре» «Aguirre»                 |                       | в строю  |                                          |
| фрегат типу «Люпо»                           | FM-56         | BAP «Палясіос» «Palacios»              |                       | в строю  |                                          |
| фрегат типу «Люпо»                           | FM-57         | BAP «Больоньєсі» «Bolognesi»           |                       | в строю  |                                          |
| фрегат типу «Люпо»                           | FM-58         | BAP «Кіньйонес» «Quiñones»             |                       | в строю  |                                          |
| Корвети                                      |               |                                        |                       |          |                                          |
| корвет типу PR-72P                           | CM-21         | BAP «Бєлярде» «Velarde»                |                       | в строю  |                                          |
| корвет типу PR-72P                           | CM-22         | BAP «Сантійана» «Santillana»           |                       | в строю  |                                          |
| корвет типу PR-72P                           | CM-23         | BAP «Де Лос Ерос» «De Los Heros»       |                       | в строю  |                                          |
| корвет типу PR-72P                           | CM-24         | BAP «Еррера» «Herrera»                 |                       | в строю  |                                          |
| корвет типу PR-72P                           | CM-25         | BAP «Лярреа» «Larrea»                  |                       | в строю  |                                          |
| корвет типу PR-72P                           | CM-26         | BAP «Санчес Карріон» «Sanchez Carrion» |                       | в строю  |                                          |
| Десантні кораблі                             |               |                                        |                       |          |                                          |
| танкодесантний корабель типу «Тірібон Паріщ» | DT-143        | BAP «Кайало» «Callao»                  |                       | в строю  | колишній USS «Уощо Каунті» (LST-1165)    |
| танкодесантний корабель типу «Тірібон Паріщ» | DT-144        | BAP «Етен» «Eten»                      |                       | в строю  | колишній USS «Траверс Каунті» (LST-1160) |
| Допоміжні кораблі                            |               |                                        |                       |          |                                          |
|                                              | ABE-161       | BAP «Уніон» «Unión»                    |                       | в строю  |                                          |

### Командування підводних сил
| Тип                           | Номер вимпелу  | Найменування                     | У складі флоту | Стан           | Примітки       |
| Підводні човни                | Підводні човни | Підводні човни                   | Підводні човни | Підводні човни | Підводні човни |
| ----------------------------- | -------------- | -------------------------------- | -------------- | -------------- | -------------- |
| підводний човен типу 209/1200 | SS-31          | BAP «Анга́мос» «Angamos»          | немає даних    | в строю        |                |
| підводний човен типу 209/1200 | SS-32          | BAP «Антофага́ста» «Antofagasta»  | немає даних    | в строю        |                |
| підводний човен типу 209/1200 | SS-33          | BAP «Піса́уа» «Pisagua»           | немає даних    | в строю        |                |
| підводний човен типу 209/1200 | SS-34          | BAP «Чіпа́на» «Chipana»           | немає даних    | в строю        |                |
| підводний човен типу 209/1100 | SS-35          | BAP «Ісляй» «Islay»              | немає даних    | в строю        |                |
| підводний човен типу 209/1100 | SS-36          | BAP «Арі́ка» «Arica»              | немає даних    | в строю        |                |
| Плавучі бази підводних човнів |                |                                  |                |                |                |
| немає даних                   | ART-323        | BAP «Сан Льоренсо» «San Lorenzo» | немає даних    | в строю        |                |

## Прапори

Військово-морський прапор
Гюйс

## Знаки розрізнення

### Офіцери
| Категорії               | Офіцери | Офіцери | Офіцери | Офіцери | Офіцери | Офіцери | Офіцери | Офіцери | Офіцери |
| ----------------------- | ------- | ------- | ------- | ------- | ------- | ------- | ------- | ------- | ------- |
| Нарукавний знак         |         |         |         |         |         |         |         |         |         |
| Перуанське звання       |         |         |         |         |         |         |         |         |         |
| Український відповідник |         |         |         |         |         |         |         |         |         |

### Підофіцери і матроси
| Категорії               | Підофіцери | Підофіцери | Підофіцери | Підофіцери | Підофіцери | Матроси | Матроси |
| ----------------------- | ---------- | ---------- | ---------- | ---------- | ---------- | ------- | ------- |
| Нарукавний знак         |            |            |            |            |            |         |         |
| Перуанське звання       |            |            |            |            |            |         |         |
| Український відповідник |            |            |            |            |            |         |         |